# 5694 Berényi
5694 Berényi là một tiểu hành tinh vành đai chính với chu kỳ quỹ đạo là 1538.5142030 ngày (4.21 năm).
Nó được phát hiện ngày 24 tháng 9 năm 1960.